# Barberaren i Sibirien
Barberaren i Sibirien är en rysk film från 1998, i regi av Nikita Michalkov.

## Handling
Jane Callahan, en vacker amerikansk kvinna, skriver till sin son, en kadett på en känd militärakademi, om en hemlighet hon bevarat länge. För tjugo år sedan anlände hon till Ryssland för att hjälpa Douglas McCracken, en ingenjör som behöver storhertig Michail Alexandrovich beskydd för att sponsra hans uppfinning, en maskin att skörda skog med. På sina resor i Ryssland, möter Jane två män som kom att förändra hennes liv: en stilig ung kadett vid namn Andrej Tolstoy med vilken hon delar kärleken till opera, och den kraftfulla general Radlov som hänförs av hennes skönhet och vill gifta sig med henne. 
Båda dessa män blir rivaler om Janes kärlek. Hon anförtror Tolstoy en hemlighet och lovar att gifta sig med honom. Men senare råkar han höra Jane förneka sitt intresse för honom inför generalen för att vinna hans gillande och beviljas en audiens hos storhertigen. I förtvivlan angriper Tolstoj generalen som arresterar sin unga rival, baserat på falska anklagelser och förvisar honom till Sibirien på sju års straffarbete och fem år av isolering.

## Rollista (urval)
- Julia Ormond – Jane Callahan
- Richard Harris – Douglas McCracken
- Oleg Mensjikov – Andrei Tolstoy
- Aleksej Petrenko – General Radlov
- Marina Nejolova – Andrei Tolstoys mor
- Vladimir Iljin  – Kapten Mokin
- Daniel Olbrychski – Kopnovsky
- Anna Michalkova – Douniacha
- Marat Basjarov – Polievsky
- Nikita Tatarenkov – Alibekov
- Artjom Michalkov – Buturlin
- Georgij Dronov – Kadett Nazarov
- Avangard Leontiev – Andreis morbror
- Robert Hardy – Forsten
- Elizabeth Spriggs – Perepyolkina
- Nikita Michalkov – Tsar Alexander III